# Haemaphysalis bancrofti
Haemaphysalis bancrofti är en fästingart som beskrevs av Thomas Nuttall och Warburton 1915. Haemaphysalis bancrofti ingår i släktet Haemaphysalis och familjen hårda fästingar. Inga underarter finns listade i Catalogue of Life.